# Детенице (замок)
Детенице (чеш. Dětenice) — средневековый барочный замок в одноимённом селении в районе Йичин Краловеградецкого края (Чехия), памятник культуры.
Представляет собой трёхэтажное здание с четырёхэтажной башней и портиком. Замок включает в себя здания бургграфства и хозяйственные постройки. В замке хранятся коллекции оружия Мальтийских рыцарей и охотничьих трофеев.

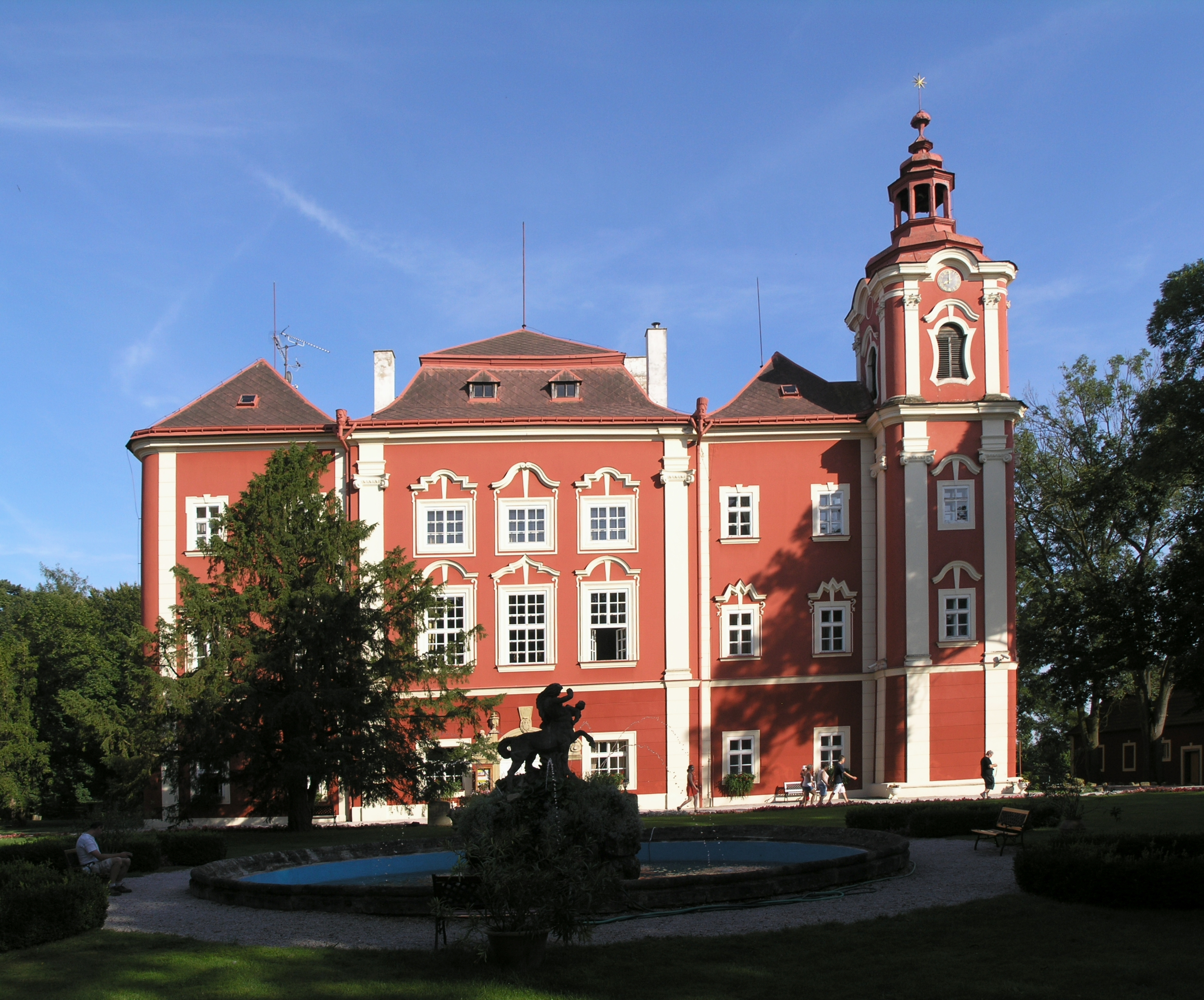
Замок Детенице

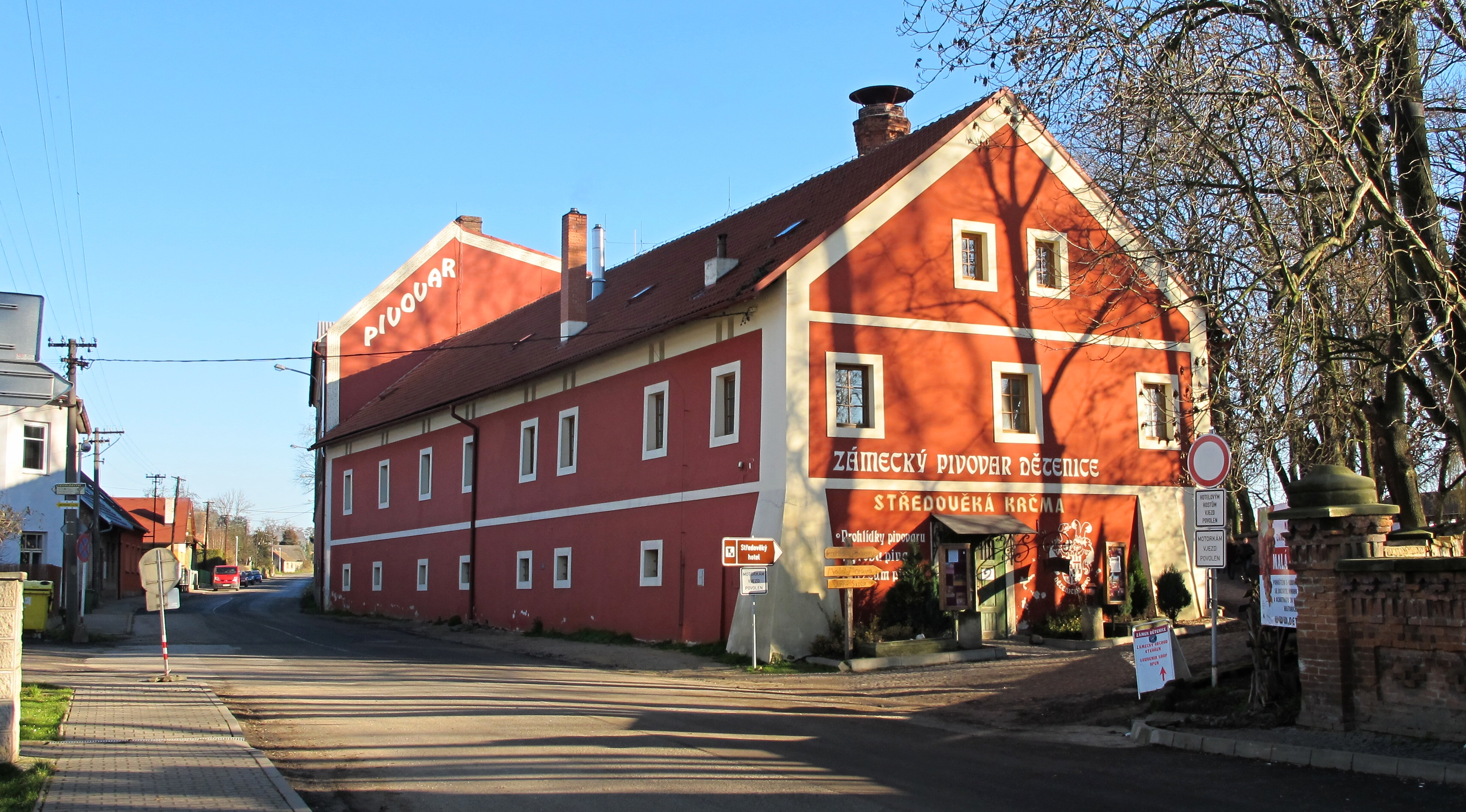
Замковая пивоварня и средневековая таверна Детенице

## История
Замок основан в конце XIII — начале XIV века Бенешем из Вальдштейна и Детениц (1269—1318), который перестроил первоначально деревянную крепость в каменный замок в готическом стиле. Первое письменное упоминание о замке относится к 1404 году.
В 1503 году замок Детенице перешёл в собственность рода Кржинецких. Богуслав Кржинецкий из Ронова в 1587 г. перестроил замок в стиле ренессанс. В 1619 году его сын, Иржи Кржинецкий из Ронова, возвёл большую замковую башню.
Король Фердинанд II конфисковал замок и поместье у Кржинецких и передал Вальдштейнам. Затем замок купил Кристиан Клам-Галлас, который и перестроил его в стиле «позднее барокко».
В начале XIX века сын австрийского барона и дипломата Виссерберга завещал имение Державному ордену Мальтийских рыцарей. Орден продал замок в 1903 году еврейскому промышленному магнату Адольфу Блоху, сын которого проиграл все имение на бирже.
В 1927 году замок купил и отреставрировал инженер-строитель Ржегак, после чего часть замка была открыта для публики. В 1948 году замок был национализирован.
В настоящее время усадьба принадлежит семье Ондрачковых. С 2000 года замок открыт для посетителей.